# Gare de Montfort-sur-Meu
Gare de Montfort-sur-Meu vasútállomás Franciaországban, Montfort-sur-Meu településen.

## Vasútvonalak
Az állomást az alábbi vasútvonalak érintik:
- Párizs–Brest-vasútvonal

## Kapcsolódó állomások
A vasútállomáshoz az alábbi állomások vannak a legközelebb:
- Gare de Breteil (Paris Gare Montparnasse, Párizs–Brest-vasútvonal)
- Gare de Montauban-de-Bretagne (Gare de Brest, Párizs–Brest-vasútvonal)